# Tessa Julià Dinarès
Tessa Julià Dinarès és una escriptora catalana nascuda al 1952 a Matadepera i resident a Terrassa. Llicenciada en Pedagogia i en arts dramàtiques a la Universitat de Barcelona, i formada en Arts Escrites a l'Aula de Lletres. Catedràtica de Psicopedagogia.
La seva experiència docent abasta des de l'escola bressol fins a la universitat. Ha publicat diversos llibres i articles sobre l'ensenyament de la lectura i l'escriptura, destacant obres com Encetar l'escriure (1994) i Avaluació a parvulari (1998). També ha col·laborat en revistes pedagògiques com Infància i Guix. A més, ha participat en el món teatral com a actriu, ajudant de direcció i guionista. Literàriament, es dedica a la novel·la i a la narrativa infantil i juvenil, havent estat finalista del Premi Rosa Sensat (1992) i guardonada amb un accèssit al premi Fiter i Rosell (2011).

## Obra
Novel·la i àlbum il·lustrat infantils
- Remeis de sirena. Amb Anna Rispau. Dibuixos de Aina i Agnès Amblàs. L'Art de la Memòria Edicions. ISBN 978-84-125113-6-9
- La Júlia em fa de mama. Dibuixos de Roger Zanni. Barcelona. Animallibres 2021. ISBN 978-84-18592-05-8
- Les brufes. Amb Anna Rispau. Dibuixos de Valentí Gubianes. Barcelona. Mosaics llibres. 2021. ISBN 978-84-949150-4-8
- Refugiada : l'odissea d'una família / Anna Gordillo. Barcelona : La Galera, 2017. ISBN 9788424660475
- Un secret a les butxaques .Dibuixos d'Anna Clariana. Barcelona: Animallibres, 2013. La Formiga (Animallibres); 42 ISBN 9788415095804
- Em vaig casar amb els meus pares .DIbuixos de Valentí Gubianas. Animallibres, 2011. La Formiga (Animallibres); 29 ISBN 9788415095262

Novel·la juvenil
- No sense tu. Barcelona : Animallibres, 2016. L'Isard; 9. ISBN 9788416844166

Novel·la
- Les cares del medalló Maçanet de la Selva: Aledis 2022. ISBN  978-84-124555-5-7
- El costat fosc de l'obrador. Varis Autors. Barcelona. Obrador Editorial.2020 ISBN 978-84-121593-8-7
- La Pell girada. Maçanet de la Selva: Gregal, 2018. ISBN 9788417660086

- El cosidor d'errades. Maçanet de la Selva: Gregal, 2014. ISBN 9788494233005

Assaig
- "El primer aprendizaje de la lectura y la escritura" A Educación Primaria. Área de Lengua Castellana y literatura. Xunta de Galicia, 1999
- Propostes pràctiques per analitzar els materials curriculars. Biblioteca Irina de Didàctica de l'Ensenyament, 1996
- Encetar l'escriure: per un aprenentatge lúdic i funcional de la lengua escrita. Barcelona: Rosa Sensat, 1995. ISBN 8489149062
- Avaluació a Parvulari. Editorial Cims,1997